# Jan H. Mysjkin
 (novembre 2020).
Jan H. Mysjkin, né en novembre 1955 à Bruxelles (Belgique), est un poète, essayiste et traducteur belge.

## Biographie
Jan H. Mysjkin est né le 16 novembre 1955 à Bruxelles, Belgique. Il a étudié la réalisation cinéma à l’Institut National Supérieur des Arts du Spectacle à Bruxelles (1973-1977), où il eut pour professeur, entre autres, le prosateur et cinéaste Ivo Michiels. Grâce à Michiels ses premiers poèmes sont publiés en 1973 dans la revue Nieuw Vlaams Tijdschrift. Bien qu’il ait perdu tout contact avec le monde du cinéma, ses expérimentations typographiques témoignent de la forte composante visuelle dans son œuvre littéraire, et il trouve un exutoire dans la photographie. Il a ensuite étudié la philosophie à l’Université de Gand (1977-1981), où il sera lié pendant quelques années à la section de « logique et épistémologie ». Bien qu’il n’ait pas développé non plus ce filon, il a pris sur lui de rédiger, sur la demande de son ancien professeur Leo Apostel, ses études sur la spiritualité athée, publiées à titre posthume. Ensuite il a suivi un troisième cycle en « Littérature comparée » à l’Université de Gand (1987-1988).

## Poésie
Dans une interview parue dans l’hebdomadaire Knack (1988), il s’est appelé « Jan Paul Ivo Mysjkin », se plaçant explicitement dans la lignée des écrivains flamands Paul van Ostaijen (1896-1928) et Ivo Michiels (1923-2012). Ces deux auteurs défendent une approche expérimentale de la langue, que Mysjkin, par cet hommage, reconnaît comme sienne. Par ailleurs, le premier recueil de Mysjkin, Vormbeeldige gedichten (Poèmes exemplaires, 1985), a été publié avec une postface de Michiels. Plus tard, Michiels l’intègrera en tant que personnage dans son roman Prima Materia.
Après 1985, suivent les recueils Spel van spiegels/Sonnetten in beweging (Jeu de miroirs/Sonnets en mouvement, 1990, augmenté d’une correspondance avec Pol Hoste), Verlangen, eksplozie (Désir, explosion, 1994), Hersenslag (Battement de cerveau, 2000, avec un bois par Roger Raveel) et Kosovo (2006, avec des gravures de Klasien Boulloud). Depuis 2006 paraissent des extraits d’un vaste recueil de poèmes, Devant mes yeux, il n’y a pas à dire, écrit simultanément en français et en néerlandais. Un choix est paru en 2008 en Serbie, dans une édition bilingue en néerlandais et en serbe.

## Œuvre critique
Au début des années quatre-vingt, Jan H. Mysjkin a collaboré en tant que critique de poésie au journal De Morgen, et de prose expérimentale à l’hebdomadaire De Nieuwe. Il a été membre fondateur de Diapason, association des traducteurs littéraires en Flandre, et du Vereniging van Auteurs en Vertalers (VAV, association des auteurs et de traducteurs). Dans Het beroep van dichter (La profession de poète, 1992), un livre noir du VAV sur la situation littéraire en Flandre, il a rédigé le chapitre sur la situation du traducteur littéraire. Plus tard, les deux associations ont fusionné dans la société des auteurs flamands (Vlaamse Auteursvereniging). Mysjkin est membre de l’Association des Écrivains et des Traducteurs d’Amsterdam depuis 2000.

## Traduction
Il a développé un grand travail de traduction, pour lequel il a été couronné en 1990 du Prix de la Communauté flamande (qui à l’époque s’appelait Prix Koopal). L’année suivante, il s’est installé à Paris, où il a sa résidence officielle depuis 1991. Il traduit aussi bien de la poésie que de la prose, aussi bien des auteurs classiques que des auteurs de l’avant-garde. Il a traduit une centaine de poètes français en néerlandais (dont Yves Bonnefoy, André du Bouchet, Denis Roche et Jacques Roubaud), et le même nombre de poètes néerlandais en français (dont Hans Faverey, Gerrit Kouwenaar, Cees Nooteboom et Paul van Ostaijen). Pour ses traductions en français, faites en collaboration avec Pierre Gallissaires, il a reçu en 2009 le Prix Brockway au Poetry International Festival de Rotterdam.
En 2002, il rencontre l’écrivaine russo-roumaine Alexandra Fenoghen, qui devient sa compagne. Depuis, il mène une vie semi-nomade entre Amsterdam, Bucarest et Paris. C’est à partir de cette époque que paraissent ses traductions du roumain en français et en néerlandais, entre autres de Lucian Blaga, Paul Celan et Nichita Stănescu.